# Diogo Antunes de Oliveira
Diogo Antunes de Oliveira, mais conhecido como Diogo (Londrina, 20 de outubro de 1986), é um ex-futebolista brasileiro que atuava como volante.

## Carreira

### Londrina
Diogo foi revelado pelo Junior Team Futebol, de Londrina. Ainda como júnior, foi emprestado ao Londrina. Neste clube, começou sua carreira de jogador profissional, em 2005. Em 2006, Diogo teve seu empréstimo repassado ao Figueirense. Jogou neste clube até o final da temporada 2008. No seu último ano no time catarinense, o Figueira foi rebaixado. Entretanto, Diogo acabou saindo do clube. Ele foi contratado pelo Grêmio, por empréstimo, com direito de compra 50% dos direitos federativos ao preço de R$ 2 milhões. Segundo Rodrigo Caetano, dirigente do Grêmio, ele já o observava há anos, e o jogador seria combativo e teria chegada na frente, sendo uma espécie de substituto para Rafael Carioca, que foi vendido ao Spartak de Moscou.

### Grêmio
A estreia oficial de Diogo pelo Grêmio ocorreu em 24 de janeiro de 2009, em partida contra o Esportivo, no Estádio Olímpico Monumental. Ele entrou no lugar de Rafael Marques, no segundo tempo de partida. O jogo acabou em 5-0 a favor do time de Porto Alegre.

### Fluminense
Em 15 de maio de 2009, foi anunciado como contratação do Fluminense, por empréstimo de um ano. O clube cariocao contratou e Diogo foi um dos destaques da campanha contra o rebaixamento e do Tricampeonato do Tricolor das Laranjeiras.

### Sport
Em dezembro de 2011, acertou com Sport, Acabou sendo dispensado no dia 23 de agosto de 2012 por ser criticado pelos torcedores.

### Figueirense
Em meados de 2012, assinou com o Figueirense.

### Inter de Lages
No dia 20 de janeiro de 2015, foi contratado pelo Inter de Lages.

### União Cacoalense
No dia 22 de agosto de 2020, foi contratado pelo União Cacoalense.

## Títulos
Figueirense
- Campeonato Catarinense: 2006 e 2008

Fluminense
- Campeonato Brasileiro: 2010

### Outras Conquistas
Fluminense
- Troféu Osmar Santos: 2010
- Troféu João Saldanha: 2011